# Salaf
Salaf o al-Salaf al-Ṣāliḥ (in arabo السلف الصالح‎?) può essere tradotto come "(pii) antenati" o "(pii) predecessori."  Nella terminologia islamica, viene generalmente usato per riferirsi alle prime tre generazioni di musulmani.:
Ṣaḥāba: (in arabo  الصحابه‎?, "Compagni"), chi a vario titolo fu fisicamente in contatto con Maometto convertendosi e morendo poi da buoni musulmani.
Tābi‘īn: (in arabo  التابعين‎?, "Seguaci"): chi, musulmano, a vario titolo incontrò o fu comunque in contatto coi Ṣaḥāba e che morì conservando la sua qualità di credente.
Tabi' al-Tabi'in: (in arabo  تابع التابعين‎?, "i Successori dei Seguaci"): coloro che, musulmani, incontrarono o furono comunque in contatto coi Tābi`īn while in a state of īmān, e che morirono conservando la loro qualità di credente.
In un ḥadīth d'interesse profetico, Maometto disse che il salaf era la persona migliore tra i suoi contemporanei (cioè i Compagni), seguiti poi da chi era venuto dopo di loro (cioè i Seguaci) e da quelli che erano venuti dopo questi ultimi.

## Uso del termine nel Corano
La parola salaf si trova nel Corano ai seguenti versetti:
"E poiché Ci irritarono, Ci vendicammo di loro e li affogammo tutti / e ne facemmo un Mònito antico e un esempio pei posteri" (XLIII:55-56).
"Di' a coloro che rifiutan Fede che, se desisteranno, quel ch'è ormai passato sarà loro perdonato, ma se riattaccano, sappiano che già gli antichi ebbero punizione esemplare" (VIII:38).

## Prima generazione
- Si veda: Sahaba

## Seconda generazione
- Abd al-Rahman ibn Abd Allah
- Abu Hanifa
- Abu Muslim al-Khawlani
- Abu Suhayl al-Nafi' ibn 'Abd al-Rahman
- Al-Qasim ibn Muhammad ibn Abi Bakr
- Al-Rabi' ibn Khuthaym
- Ali al-Akbar ibn Husayn
- Ali ibn Abi Talha
- Ali ibn al-Husayn (Zayn al-'Abidin)
- Alqama ibn Qays al-Nakha'i
- Amir ibn Shurahabil al-sha'bi
- Ata ibn Abi Rabah
- Atiyya ibn Sa'd
- Fatima bint Sirin
- Hasan al-Basri
- Iyas ibn Mu'awiya al-Muzani
- Masruq ibn al-Ajda'
- Muhammad ibn al-Hanafiyya
- Muhammad ibn Wasi' al-Azdi
- Muhammad ibn Sirin

- Muhammad al-Baqir
- Muhammad ibn Muslim ibn Shihab al-Zuhri
- Muhammad ibn Munkadir
- Musa ibn Nusayr
- Qatada
- Rabi'a al-Ra'iy
- Raja ibn Haywa
- Rufay ibn Mihran
- Sa'id ibn Jubayr
- Said ibn al-Musayyib
- Salama b. Dinar (Abu Hazim al-A'raj)
- Salih ibn Ashyam al-Adawi
- Salim ibn Abd Allah ibn Umar ibn al-Khattab
- Shurayh al-Qadi
- Tawus ibn Kaysan
- Umar ibn Abd al-Aziz
- Umm Kulthum bint Abi Bakr
- Urwa ibn al-Zubayr
- Uways al-Qarnī

## Terza generazione
- Abd al-Rahman al-Ghafiqi
- Ahmad ibn Hanbal
- Ja'far al-Sadiq

- Malik ibn Anas
- Muhammad ibn Idris al-Shafi'i
- Tariq ibn Ziyad